# Vorwiderstand

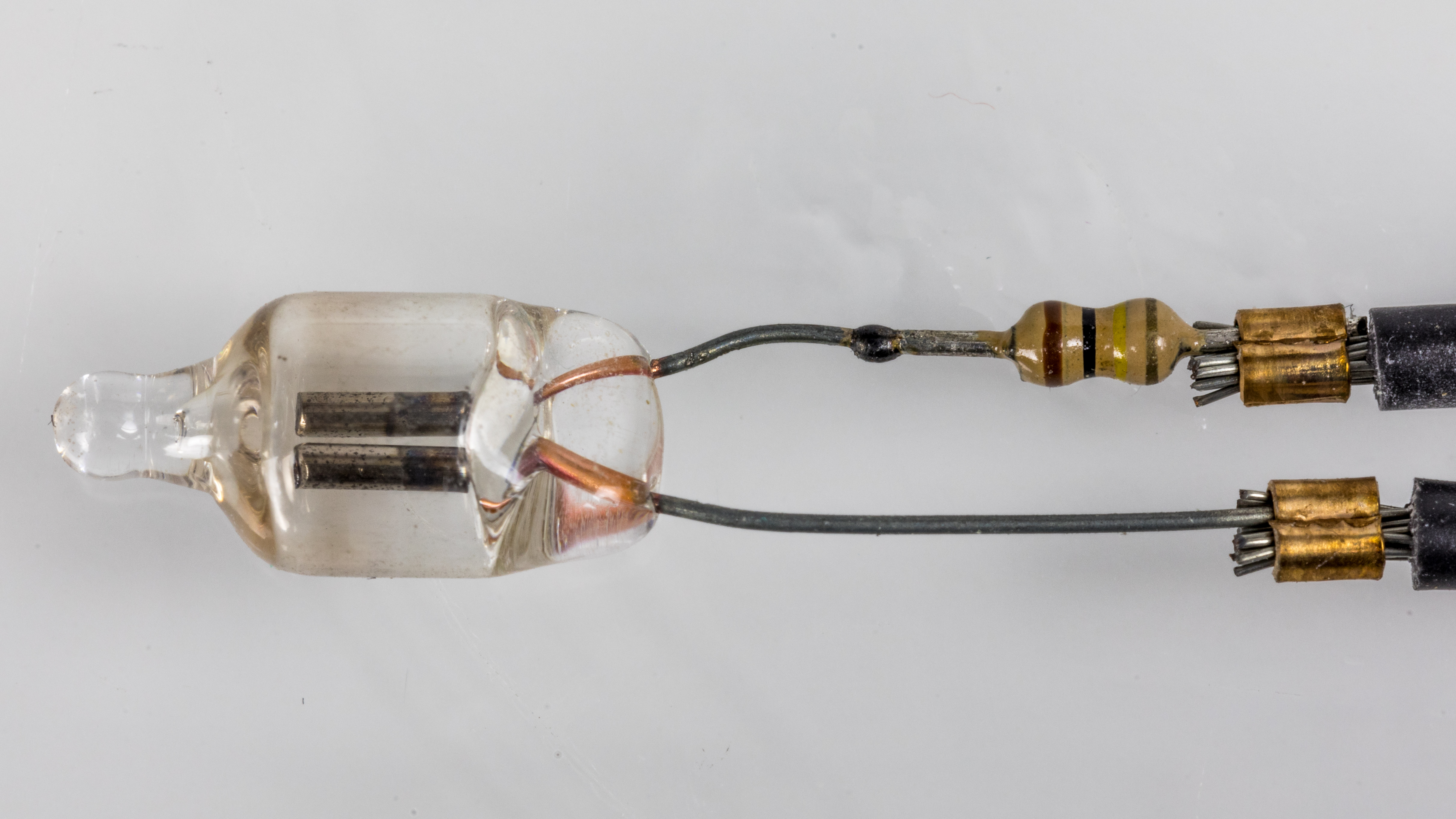
Vorwiderstand an einer Glimmlampe

Ein Vorwiderstand ist ein elektrischer Widerstand, der in Reihe zu einem elektrischen Bauelement geschaltet wird, um die elektrische Spannung am bzw. die elektrische Stromstärke durch das Bauelement auf zulässige Werte zu begrenzen.

## Anwendungen
Bauelemente mit negativem differentiellen Widerstand (Gasentladungsröhren oder Tunneldioden) werden ohne Vorwiderstand zerstört.
Weitere Anwendungen: 
- Messbereichserweiterung eines Spannungsmessgeräts
- Strombegrenzung bei Leuchtdioden
- Strombegrenzung eines Lichtbogens
- Kondensatornetzteil für elektronische Schaltungen mit niedrigem Stromverbrauch
- Begrenzung des Einschaltstromes bei Motoren oder Transformatoren durch NTC.

## Varianten
| Bezeichnung               | Typ                    | begrenzt welche Ströme        | Wirkleistungsverlust | Verhalten bei steigender Frequenz |
| ------------------------- | ---------------------- | ----------------------------- | -------------------- | --------------------------------- |
| Ohmscher Vorwiderstand    | Wirkwiderstand         | Gleich- und Wechselströme     | hoch                 | unabhängig                        |
| Kapazitiver Vorwiderstand | Wechselstromwiderstand | Wechselströme                 | fast ohne            | Blindwiderstand sinkt             |
| Induktiver Vorwiderstand  | Wechselstromwiderstand | frequenzstabile Wechselströme | fast ohne            | Blindwiderstand steigt            |

## Beispiele

### Mit einem frequenzunabhängigen (d.h. ohmschen) Vorwiderstand

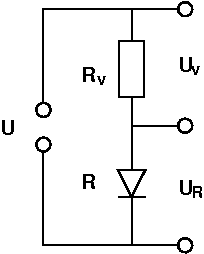
Beispiel eines Vorwiderstandes

Ein ohmscher Vorwiderstand wird meist nur bei einfachen Schaltungen und geringer Leistung als Mittel zur Strombegrenzung eingesetzt, da unerwünschte Verlustwärme entsteht.
Aus der Eingangsspannung sowie der Stromstärke und der erforderlichen Spannung des zu schützenden Bauteils ergeben sich der Widerstandswert und die Verlustleistung (joulesche Wärme) des Vorwiderstandes. Die Verlustleistung muss kleiner als die maximale thermische Belastbarkeit des Vorwiderstandes sein. Soll zum Beispiel eine Leuchtdiode R mit einer Durchlassspannung UR von 2,2 V an einer Speisespannung U von 12 V betrieben werden, muss am Vorwiderstand RV eine Spannung UV von 9,8 V abfallen. Soll die Stromstärke durch die Leuchtdiode 15 mA betragen, ergibt sich nach dem Ohmschen Gesetz für RV ein Widerstandswert von 653 Ω. Die Verlustleistung an RV ist das Produkt aus Stromstärke und Spannung und beträgt 147 mW. Am Vorwiderstand fällt 82 % der Speisespannung ab, und 82 % der Leistung geht an RV verloren.
Die Begrenzung des Einschaltstromes eines Schaltnetzteiles auf 46 A würde bei 230 V einen Vorwiderstand von 5 Ω in der Netzzuleitung erfordern, der bei einem Betriebsstrom von 2 A eine Verlustleistung von 20 W erzeugt.
Ältere Straßenbahnen (Baujahr vor ca. 1965) mit Gleichstrommotoren wurden über Vorwiderstände gesteuert. Die Verlustwärme war so groß, dass Widerstandssätze unter den Sitzen im Winter die Funktion der Fahrzeugheizung übernehmen konnten. Hier haben Gleichstromsteller auf Thyristorbasis die ohmschen Vorwiderstände ersetzt.

### Mit einem frequenzabhängigen Vorwiderstand (kapazitiv oder induktiv)
Werden leistungsstarke Bauelemente wie Leuchtstofflampen mit Wechselspannung betrieben, lässt sich ein guter Wirkungsgrad durch einen vorgeschalteten Blindwiderstand erreichen, der den Strom begrenzt, ohne Wärme zu entwickeln. Geeignete Bauelemente sind Kondensator und Drossel. Die Berechnung des gesamten Wechselstromwiderstandes erfolgt bei sinusförmigen Größen nach folgender Formel:
{\displaystyle Z={\sqrt {R^{2}+X^{2}}}={\frac {u_{\mathrm {max} }}{i_{\mathrm {max} }}}={\frac {u_{\mathrm {eff} }}{i_{\mathrm {eff} }}}}
und sei an folgendem Beispiel erläutert: Eine 60-W-Leuchtstofflampe benötigt etwa 1 A bei 60 V; das entspricht {\displaystyle R} ≈ 60 Ω. Damit der 230-V-Steckdose 1 A entnommen wird, muss {\displaystyle Z} = 230 Ω sein. Durch Umstellen der obigen Gleichung erhält man
{\displaystyle X={\sqrt {Z^{2}-R^{2}}}={\sqrt {(230\,\Omega )^{2}-(60\,\Omega )^{2}}}=222\,\Omega }
Mit der Gleichung für eine Drossel
{\displaystyle X_{L}=2\pi f\cdot L}
und {\displaystyle f} = 50 Hz erhält man {\displaystyle L} = 0,71 H. Würde man statt der Drossel einen Kondensator verwenden, müsste dieser den Wert 14 µF haben.

## Alternativen
Bei größeren Strömen und Leistungen sind Verlustleistungen besonders problematisch, da sie Energiekosten verursachen und eine Wärmeabführung nötig machen.
Daher gibt es zu Vorwiderständen folgende Alternativen:

### Spannungsanpassung
- DC-DC-Wandler (Wirkungsgrad bis ca. 95 %) erzeugen eine niedrigere oder höhere Gleichspannung.
- Transformatoren erzeugen eine höhere oder niedrigere Wechselspannung.

### Stromstabilisierung
Spezielle DC-DC-Wandler können auch den Ausgangsstrom regeln, z. B. zum effizienten Betrieb von Leuchtdioden-Leuchten.

### Einschaltstrombegrenzung
- Zur Einschaltstrombegrenzung gibt es temperaturabhängige Vorwiderstände (Einschaltstrombegrenzer), die aufgrund ihrer Eigenerwärmung ihren Widerstand verringern, siehe Heißleiter (NTC).
- Zur Strombegrenzung, auch zur Drehzahlsteuerung von Motoren, siehe Anlasswiderstand.

### Kurzschlussschutz
- Zur Strombegrenzung bei Kurzschluss oder Überlastung kann anstelle einer Sicherung auch ein selbstrückstellendes Sicherungselement dienen (kurz PTC, siehe Kaltleiter). Ein solcher Kaltleiter als Vorwiderstand zum Überlastschutz hat bei Raumtemperatur und Nennstrom einen geringen elektrischen Widerstand, der bei Überstrom aufgrund von Eigenerwärmung steil ansteigt.